# ريفالدو غونزاليس
ريفالدو غونزاليس (بالإسبانية: Rivaldo González)‏ هو لاعب كرة قدم باراغواياني في مركز الوسط، ولد في 23 ديسمبر 1987 في أسونسيون في باراغواي. لعب مع أتلتيكو باتروناتو ونادي أفيلينو ونادي باري ونادي جنوى ونادي سبال ونادي فينيزيا ونادي لوغانو.

## وصلات خارجية
- ريفالدو غونزاليس على موقع قاعدة بيانات كرة القدم.إي يو (الإنجليزية)
- ريفالدو غونزاليس على موقع Soccerway.com (الإنجليزية)
- ريفالدو غونزاليس على موقع عالم كرة القدم.نت (الإنجليزية)